# Сасіни (гміна Вишки)
Сасіни (пол. Sasiny) — село в Польщі, у гміні Вишки Більського повіту Підляського воєводства.
Населення — 63 особи (2011).
У 1975—1998 роках село належало до Білостоцького воєводства.

## Демографія
Демографічна структура станом на 31 березня 2011 року:
|          | Загалом | Допрацездатний вік | Працездатний вік | Постпрацездатний вік |
| -------- | ------- | ------------------ | ---------------- | -------------------- |
| Чоловіки | 32      | 6                  | 22               | 4                    |
| Жінки    | 31      | 9                  | 14               | 8                    |
| Разом    | 63      | 15                 | 36               | 12                   |